# Lista cardinalilor români
Până în prezent (2 august 2019), trei români au fost onorați cu înalta demnitate de cardinal al Bisericii Catolice:
| Numele          | Fotografie | Data nașterii    | Arhiepiscopia / Episcopia / Perioada                 | Crearea de cardinal          | Stemă / Blazon | Creat cardinal de papa | Decedat în  |
| --------------- | ---------- | ---------------- | ---------------------------------------------------- | ---------------------------- | -------------- | ---------------------- | ----------- |
| Iuliu Hossu     |            | 30 ianuarie 1885 | Episcopia de Cluj-Gherla (1917–1970)                 | 29 aprilie 1969 (in pectore) |                | Paul al VI-lea         | 28 mai 1970 |
| Alexandru Todea |            | 5 iunie 1912     | Arhiepiscopia de Făgăraș și Alba Iulia (1990 - 1994) | 28-29 iunie 1991             |                | Ioan Paul al II-lea    | 22 mai 2002 |
| Lucian Mureșan  |            | 23 mai 1931      | Arhiepiscopia de Făgăraș și Alba Iulia (1994 -)      | 18 februarie 2012            |                | Benedict al XVI-lea    |             |